# Follikelstimulerende hormon
Follikelstimulerende hormon (ofte forkortet FSH) er et hormon der produceres i hypofysen i hjernen. Hormonets funktion er at sende signal via blodet og ned til æggestokkene, som derefter starter produktionen af østrogen (eller til testiklerne i mænd, som starter produktion af androgen-bindende protein gennem sertoliceller). Dette sker ved ægløsningen i en kvindes menstruationscyklus.
Når der produceres tilstrækkelig østrogen, sendes det overskydende tilbage til hypofysen hvorved produktionen af FSH sænkes. Dette kaldes negativt feed back. Når der ikke produceres nok FSH bliver der intet sendt tilbage til hypofysen, hvilket medfører at produktionen af FSH stiger igen. 
| Naturvidenskab | Spire Denne naturvidenskabsartikel er en spire som bør udbygges. Du er velkommen til at hjælpe Wikipedia ved at udvide den. |